# لوك جونسون
لوك جونسون (بالإنجليزية: Luke Johnson) هو كاتب أغاني وموسيقي بريطاني، ولد في 11 مارس 1981 في ريديتش في المملكة المتحدة.

## روابط خارجية
- لوك جونسون على موقع ميوزك برينز (الإنجليزية)
- لوك جونسون على موقع ديسكوغز (الإنجليزية)